# 2022年汤加海底火山喷发

氣象衛星向日葵8號拍攝到湯加火山爆發的衝擊波傳遍整個西太平洋。

2022年1月15日下午5时20分左右，汤加洪阿湯加－洪阿哈阿帕伊島（位于首都努库阿洛法以北约65公里）海底的火山发生喷发，导致努库阿洛法的部分地区遭到严重破坏，汤加海底电缆损坏，使汤加的通讯被切断。受火山喷发影响，多个太平洋沿岸国家如斐济、萨摩亚、瓦努阿图、新西兰、澳大利亚、日本、美国、加拿大、墨西哥、智利和厄瓜多尔等纷纷发出海啸警报。当2米（6英尺7英寸）高的海浪袭击海岸时，两人在秘鲁溺水身亡，美国的两名渔民受轻伤。该事件很可能是21世纪迄今最大規模火山喷发。

## 背景
自2014年以来火山陷入相对不活跃状态后，東加海底火山于2021年12月20日再次爆发，并将颗粒物送入平流层，从汤加首都努库阿洛法（距火山约70（43英里））可以看到一大股火山灰。位于新西兰惠灵顿的火山灰諮詢中心（VAAC）向航司发送了咨询通知。爆炸声可在170（110英里）以外听见。此次喷发于12月21日02：00结束。火山活动仍在继续，12月25日的卫星图像显示该岛的规模有所增加。随着火山活动的减少，它于2022年1月11日被判定为休眠火山。

## 喷发

从GOES-West卫星对2022年1月南太平洋喷发进行的四小时观测。

2022年1月14日开始的大型喷发将灰烬送进20km以上的大气。汤加政府发布海啸警报。住在火山附近的汤加地质学者观察到爆炸和5km宽的火山灰柱。
当地时间下午5时（UTC+13:00），更剧烈的喷发开始了，火山灰咨询中心（VAAC）再次向邻近的航班发出通告。火山灰落在附近的汤加塔布岛上，遮天蔽日。65km外的首都努库阿洛法小石子和灰烬如雨点般落下，可听到巨大的喷发声，840km开外的萨摩亚也清晰可闻。斐济居民将喷发声描述为雷鸣。新西兰北岛、澳洲东岸也能听到爆炸声。太空中，可见非常宽的喷发柱和迅速横穿太平洋的冲击波。新西兰气象站测得最大振幅达7百帕的气压波动，还传到澳大利亚。美国地质调查局测得5.8的面波震级。瑞士测得2.5hPa的气压波动。
喷发阶段发生剧烈的闪电活动。维萨拉国家闪电监测网络（英語：Vaisala）监测到无线电波形式的闪电，喷发前的两周内此系统共记录下数百到上千闪电，1月14至15日又发生上万次闪电。1月15日05:00-06:00 UTC期间共记录下约20万次闪电。
初步观测显示，喷发柱将大量火山物质喷射进平流层，有引发全球气候事件的可能性。奥克兰大学科学家将这次事件描述为“千年一遇”。

## 海啸和其他影響
依據觀測，火山爆發後，全球許多氣象測站陸續觀測到明顯的衝擊波。

### 大洋洲
2022年1月15日喷发在汤加首都努库阿洛法引发了5.8级地震和浪高1.2m的海啸。城中检潮仪记录到了1.5–2m高的浪。据一名汤加首都居民所述，一开始能听到一系列小型爆炸声，海啸约在15分钟后袭来。最大的浪是第一股，海平面上隐约可见缓缓移来的白色长条状海浪。汤加国王图普六世成功转移，逃往高地的人群被交通堵塞挡在半路。湯加取消全部國內航班。努库阿洛法停電，海水倒灌導致主要街道和許多建筑物被洪水淹沒。火山噴發發生後，海底光纜被切斷，整個東加王國處於通信中斷狀態，火山灰也干擾了當地通信。16日起，灾情和照片陆续传出。
聯合國人道主義事務協調廳18日表示，在汤加的芒奥岛和鄰近的福諾伊島发现求救信号，但是受限于火山灰的影响，救援行动无法展开，並且芒奥岛上的所有房屋都被摧毁。19日，汤加首相府正式宣布湯加全国自1月16日至2月13日进入紧急状态。當天，汤加已建立起一个临时通信系统，可使用2G信号与外界联络，不過通信不穩。
斐济苏瓦的检潮仪在当地时间17:40记录下了20cm高的波浪。拉乌群岛也有些海啸活动报告。莫阿拉岛、坎达武岛和塔韦乌尼岛被浪高较低的海啸袭击，引发洪水。
美属萨摩亚的检潮仪记录到0.6m高的浪高。
瓦努阿图几个岛观测到了浪高1-2.5m的“毁灭性”海啸。瓦努阿图气象地质灾害部称，海啸活动在1月15日持续了一晚。夏威夷州哈纳利记录到浪高0.8m的海浪。
澳大利亞海外屬地诺福克岛附近浪高达到1.72米，黄金海岸地区浪高0.82米。澳大利亞關閉部分海灘。
新西蘭北岛海岸有船只倾覆。

### 亚洲

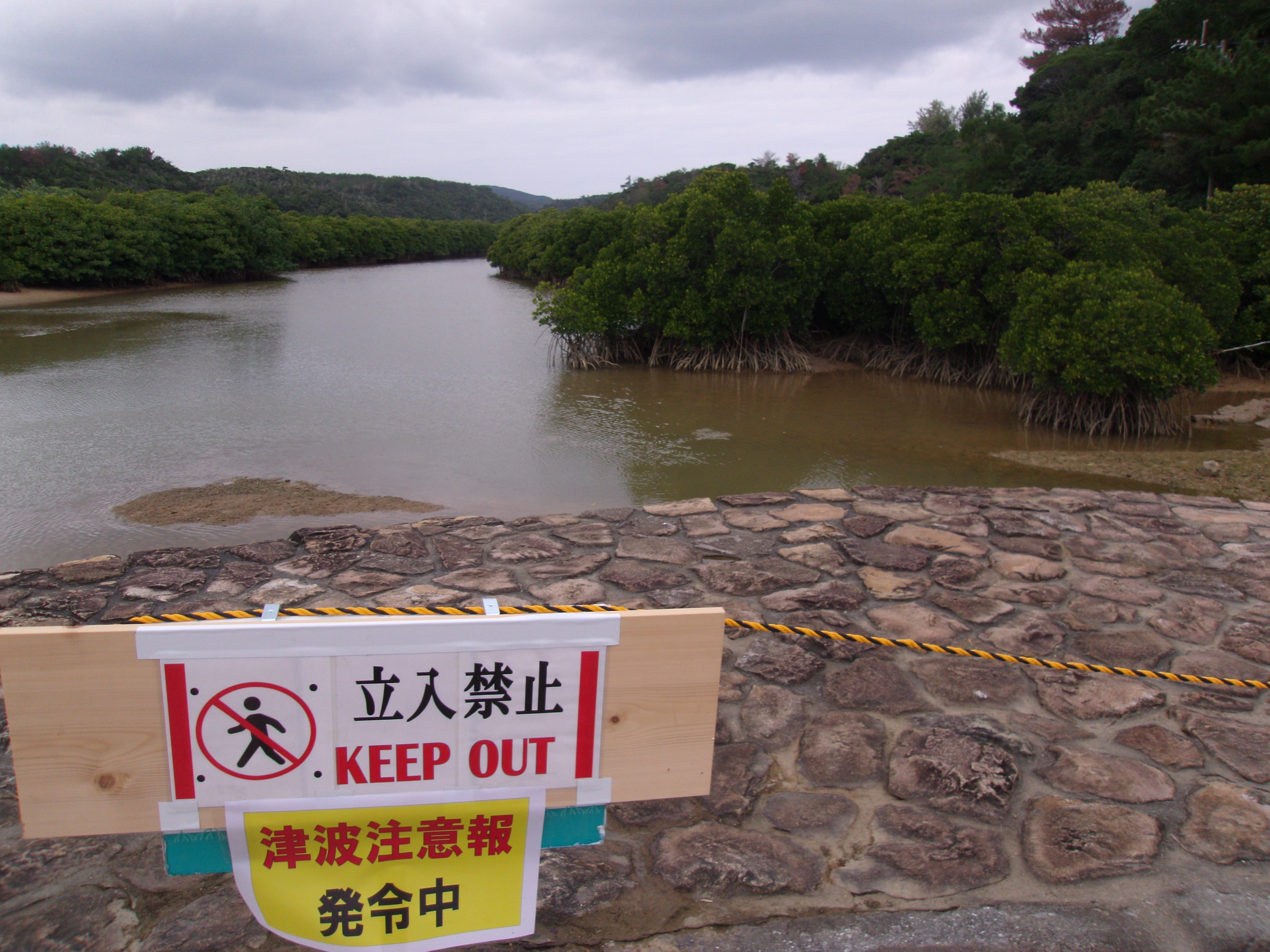
冲绳县慶佐次湾红树林的海啸注意報牌。

日本氣象廳已在太平洋沿岸各地發布海嘯注意報、海嘯警報。鹿兒島縣奄美市小湊在当地时间1月15日23:55观测到1.2米高的海浪。高知縣土佐清水市浪高测得0.9m。父岛双海测得0.8m高的海浪。1月16日00:38，浪高0.7m的海浪袭击了日本东北海岸。仙台港的海浪在00:08达到0.9m高。16日0時45分上下，確認海嘯在宮城縣多賀城市回流。02:26时，1.1m高的海浪抵达岩手县。北海道东岸的海浪低于1m。此次火山喷发也是日本2016年福岛地震后第一次发布海啸警报。截至1月24日，日本有2人在避难时因摔倒受轻伤。高知县、德岛县分别有10艘和5艘渔船倾覆。
台灣各地氣象局測站在1月15日晚間8時前後皆測得明顯的氣壓變化，先急升後回跌。高雄市、屏東縣、宜蘭縣、花蓮縣、台東縣等地發出海嘯水位黃色燈號。不過本次海嘯對台灣影響十分輕微，海嘯水位分別為：屏東縣後壁湖0.4米，其次是台東縣蘭嶼0.38米，另外宜蘭縣烏石也有0.36米、蘇澳0.31米，花蓮0.29米、台東縣成功0.25米、高雄0.24米。
1月16日凌晨，中国大陸浙江石浦监测到约20厘米的海啸波。香港地區亦觀測到衝擊波，15日夜間臉書社群專頁「香港地下天文台」發文表示香港地區測站約在晚間8至9時觀測氣壓均有明顯波動。儘管如此，香港天文台沒有發出任何海嘯警報。

### 美洲
1月15日，智利北部出現2米高的海浪。美國西海岸同樣觀測到2米海浪。加利福尼亚州两名渔夫受伤。秘魯有兩名女子在該國北部的沙灘被異常海浪淹浸死亡。受巨浪影響，卡亚俄省的沿海出現漏油事件。

## 救援
救援行动在阿塔塔岛（Atatā）进行，该岛位于努库阿洛法附近的汤加主岛附近，据报道该小岛被海啸淹没。

## 援助
据新西兰总理潔辛達·阿爾登称，外交贸易部正在讨论关于对汤加实施援助的议题阿德恩将汤加的事件描述为「非常令人担忧」。不久后，阿德恩在2022年1月16日下午十五时（UTC+12）的新闻发布会宣布新西兰政府将提供50万新西兰元的捐款作为初步援助。新西兰皇家海军在接受采访时表示已开始准备物资。紐西蘭皇家空軍在确定情况安全后会派出一架P-3獵戶座海上巡邏機。火山灰云估计在6.3万英尺（远高于猎户座的飞行高度上限）。C-130運輸機空运也已准备就绪。 在汤加没有继续发生火山灰的报告后，P-3獵戶座海上巡邏機于1月17日上午离开紐西蘭皇家空軍奥克兰基地前往汤加。
湯加已接受澳大利亞政府提出的观测飛行的提議，以評估損失。 澳大利亞皇家空軍的一架波音P-8波賽頓海上巡邏機和C-130運輸機於2022年1月17日上午啟程前往湯加，以調查道路、港口和輸電線的損壞情況。澳大利亚海军将阿德雷德号军舰调往布里斯班港，准备向汤加运送救援物资。澳大利亞政府將与新西蘭協調對汤加的援助。
1月17日，湯加官員呼籲立即提供援助。 汤加立法会議長法塔菲希·法卡法努阿（Fatafehi Fakafanua）在社交媒體上寫道：“湯加需要立即援助，為其公民提供新鮮的飲用水和食物。” 國際紅十字與紅新月運動和太平洋島國論壇提供了援助。
中华人民共和国外交部表示，中国红十字会将向東加方提供10万美元紧急人道主义现汇援助。中国政府19日通过驻汤加使馆向湯加交付了一批饮用水、食品等应急物资。中國駐斐濟大使館又籌措一批100萬人民幣物資交付湯加。27日和31日，中国军队分两批派遣空军运输机运-20、海军舰艇向汤加运送食品、饮用水、净水器、帐篷、折叠床、个人防护设备、发电机、水泵、移动板房、拖拉机、无线电通讯设备等应急和灾后重建物资，两批物资分别为33吨和1400余吨，分别于当地时间1月28日和2月15日抵达，由位于广州的中国—太平洋岛国应急物资储备库调拨。
Tearfund和樂施會立即提供援助，為人們提供食物和水。樂施會在湯加塔佈設有過濾裝置，可將鹽水轉化為飲用水。聯合國兒童基金會將與湯加政府合作，幫助受影響的兒童和家庭。該機構還準備從斐濟和布里斯班運送應急物資。

## 参閲
- 喀拉喀托火山
- 1700年卡斯凯迪亚地震
- 1771年乾隆大海嘯
- 1792年島原山崩肥後災難
- 1867年基隆海嘯
- 1896年明治三陸地震
- 1960年智利大地震
- 1964年阿拉斯加大地震
- 1983年日本海中部地震
- 1993年北海道西南近海地震
- 2004年印度洋大地震
- 2010年智利大地震
- 2011年東日本大震災
- 2018年8月5日龍目島地震
- 2018年蘇拉威西島地震
- 2018年巽他海峡海啸
- 汤加海沟

## 外部連結
- 维基共享资源上的相關多媒體資源：2022年汤加海底火山喷发
- ReliefWeb's main page Tonga: Volcanic Eruption and Tsunami – January 2022 （页面存档备份，存于）
- CIMSS Satellite Blog （页面存档备份，存于）